# 日本战争罪行

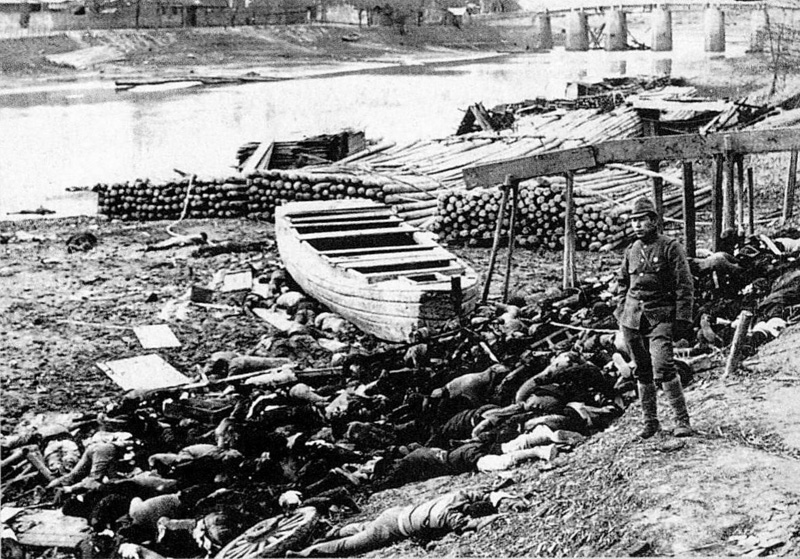
南京大屠殺

在日本的军国主义时代，尤其是在中国抗日战争和太平洋战争期间，大日本帝国在许多亚太国家均犯下了战争罪行。这些事件中相当一部分被西方描述为“亚洲的犹太人大屠杀”。日军在19世纪后期亦曾犯下过一些战争罪行，但绝大部分战争犯罪和大屠杀均发生在昭和时代前期。
裕仁天皇领导下的日本陆海军曾犯下了无数战争罪行，导致了数百万人丧生。一些对历史上日本战争罪行所造成的死亡人数的估计范围从300到 1400万不等，这些死亡人数主要是由当时日本军队和政府直接实施或间接纵容的屠杀、虐待、人体实验、人为饥荒、奴役以及强迫劳动所造成的。一些日本士兵在战后曾承认过犯下这些罪行。日本的陆海军飞行战队的飞行员通常不被列为战犯，因为在二战之前或期间不曾有过具体明确的国际人道法以条文方式禁止不人道地非法进行空战。尽管如此，陆军飞行战队在第二次世界大战期间亦曾参与了对敌国国民的化学和生物攻击，并在战争中屡次使用一些被日本更早以前签署的国际协定所禁止的杀伤性武器，其中包括海牙公约（1899年和 1907 年），禁止在战争中使用“毒药或有毒武器”。
自1950年代以来，日本政府高级官员曾多次为该国的战争罪行道歉。日本外务省表示，日本承认其在二战期间造成了“巨大的破坏和苦难”，特别是在进入南京时，日本士兵杀死了大量非战斗人员并从事抢劫和强奸。话虽如此，日本政府中的一些自民党成员，例如前首相小泉纯一郎和安倍晋三，都曾参拜过备受争议的靖国神社。此外，一些日本历史教科书仅对各种战争罪行提供了简要的提及，另有一些自民党党员否认了日军暴行，例如否认日本政府直接参与绑架妇女充当“慰安妇”。

## 日本战争罪行列表
下表包括日本在东亚和東南亞等地的戰爭暴行。
| 事件                 | 发生时间               | 发生地点           | 罪行 |
| -------------------- | ---------------------- | ------------------ | --- |
| 旅顺大屠杀           | 1894年11月21日         | 旅顺               | 中日甲午战争期间，日军攻陷旅顺，对市内居民连续四天进行杀戮，最大的被屠杀数字达两万，老弱妇孺无一幸免。屠杀过后全市仅剩三十六人生还。 |
| 蕭壠事件             | 1895年                 | 台湾               | 日軍為報復某親王於台南被殺，於蕭壠（今臺南市佳里區）屠殺當地平民。2000人遇害。 |
| 雲林大屠殺           | 1896年                 | 台湾               | 日軍佔領台灣時，於雲林對漢人反抗勢力以及平民進行的大屠殺，6000人遇害。 |
| 西來庵事件           | 1915年                 | 台湾               | 日軍針對余清芳等反抗勢力的後續追擊與清鄉，對起義的臺灣人進行了有據可查的屠殺，很多地方被殺丁（單純屠殺成年男性），有些地方則是不分男女老幼而殺莊，按戶政資料與考證，8月3日起在楠西密枝庄殺害16人，竹圍莊屠莊，男女老少皆死，死亡人數251人。玉井沙仔田莊焚莊，死亡人數82人。玉井國小萬人堆旁斬首刑場，人數不詳，芒仔芒莊死亡36人，內莊仔莊及木公莊屠村死亡119人，另有抗日份子數十人遭斬首收埋於當地廟宇，南莊、菁埔寮莊各為死亡114人及109人，北寮莊斬首45人，竹頭崎莊死亡185人，崗仔林莊屠殺69人。牛埔滅村，甲仙埔四社寮地區為義軍遭追擊解散區域，四散許多遺骨，阿里關、檨仔坑坪頂等地皆有殺人埔，另新化四處殺人埔應為左鎮、南化、玉井兩百多居民遭殺戮地點。 |
| 济南惨案             | 1928年5月3日           | 济南               | 1928年5月3日国民革命军在北伐途中经过山东济南城时，日本方面借口革命军对城内的日本侨民进行抢劫、强奸、屠杀，而出动军队展开报复，蓄意屠杀中国军人与民众六千余人的事件。其中，国民党战地政务委员会派遣济南的外交处处长兼国民政府外交部特派山东交涉员蔡公时及署内职员17人被日军虐杀。 |
| 霧社事件             | 1930年10月27日         | 台湾               | 原住民賽德克族領袖莫那魯道率領部落勇士起義抗暴，突襲日本在霧社的小學運動會，擊殺若干日本軍警並奪取槍械。 最後台灣總督府下令全面進攻霧社，執行大規模掃蕩，並派遣飛機使用化武毒氣等手段進行鎮壓，嚴重違反1899年海牙公約、1907年第二次海牙公約等規範作戰手段，原住民死傷慘重。 抗日原住民殘部最後遭到其他與日本當局友好的敵對部落以「以番制番」戰略剿滅，莫那魯道自殺。 |
| 海兰江大血案         | 1931年10月-1933年2月   | 图们、延吉         | 日军和亲日自卫团在延吉县海兰抗日游击区屠杀革命者和无辜民众1700多人 |
| 平顶山惨案           | 1932年9月16日          | 抚顺               | 日本守备队和宪兵队士兵200人在辽宁抚顺平顶山村用6挺机枪集体屠杀村民3千多人，纵火焚毁全村八百多间房舍。 |
| 731部队              |                        | 满洲               | 731部队早在日本佔領滿洲的時候就已經開始用中国、苏联和朝鲜战俘和百姓做活人生化物理试验，其中不乏儿童和婴儿。不含散播细菌和病毒造成的疾病暴发，仅各种残忍不人道的个体实验就造成中、俄、朝超过3000人死亡。 |
| 镇江屠城惨案         | 1937年12月8日          | 镇江               | 江苏镇江被侵华日军攻陷，日军屠杀当地民众上万人，焚毁房舍16700多间，奸淫当地妇女几千人。 |
| 南京大屠杀           | 1937年                 | 南京               | 侵华日军占领南京，约30万人被屠杀，日本士兵以杀人作为比赛和乐趣，互相较量谁杀人多，孕妇被剖腹强行取出胎儿，许多民众被集体斩首、槍決、活埋、虐殺，亦或是绑到一起被机枪扫射、刺刀及武士刀乱砍，尸体还被汽油焚烧。约有2万女性遭到奸淫，甚至是多人轮奸、強迫亂倫，同时南京城的三分之一被日军纵火烧毁。 |
| 三灶大屠殺           | 1938年                 | 三灶島             | 日軍登陸珠海三灶島，屠殺並俘虜數千名當地居民。 |
| 重慶大轟炸           | 1938年2月18日          | 重庆               | 中國政府在「南京大屠殺」後，將首都遷到重慶，日軍展開對重慶的無差別空襲，出动飞机9513架次，空袭重庆及附近地区200余次，投放包括细菌弹在内的各类炸弹2.16万枚，炸死1.19万人，炸伤1.41万人，炸毁房屋1.76万幢 |
| 三光政策             | 1939年秋起             | 華北               | 日軍為了對抗中國游擊隊，採取了一系列對平民及非武裝人員「殺光」、「燒光」、「搶光」的政策。 |
| 大同煤矿万人坑       | 集中在1940年-1942年    | 大同               | 日军推行“以战养战”和“以人换煤”的政策。期间日军残酷迫害大同矿工，如有病者、死者即抛入坑中。据统计，侵华日军自1937年占领大同以来，8年间掠夺煤矿达1400万吨，有6万余死难矿工被丢入万人坑。 |
| 潘家峪惨案           | 1941年1月25日          | 河北               | 日军对河北丰润潘家峪进行“扫荡”杀害村民1200余人。 |
| 聖士提反書院大屠殺   | 1941年12月25日         | 香港               | 日军攻进聖士提反書院，并屠杀多人。 |
| 慰安妇               |                        |                    | 日本军队诱骗、强迫中国女性俘虏、殖民地(台湾、朝鲜)、佔領區（中南半島、菲律賓、荷屬東印度等）提供性服务，无辜妇女们经常要被当众强暴十多次至数十次，不少人因此死亡。部分個案因日本為了掩蓋罪行被集體槍殺 |
| 潘家戴庄惨案         | 1942年12月5日          | 河北               | 侵华日军在河北滦县潘家戴庄屠杀无辜百姓1280多人，焚毁民舍1000多间。 |
| 厂窖惨案             | 1943年5月              | 湖南               | 湖南境内，畑俊六指挥手下屠杀3万余中国人，强奸当地妇女两千多人。 |
| 平阳惨案             | 1943年秋               | 河北               | 侵华日军4万余人在河北阜平县平阳村一带进行“扫荡”的87天中，用刀砍、活埋等手段残杀无辜村民700多人，甚至吃被杀者的人心、人肉。 |
| 浙江大扫荡           | 1942年夏秋             | 浙江               | 为报复浙江民众保护空襲東京后迫降在浙江的美军飞行员，屠杀25万浙江百姓。 |
| 肅清大屠殺           | 1942年2月15日          | 新加坡             | 日军对新加坡华人的计划性屠杀。 |
| 巴丹死亡行军         |                        | 菲律宾             | 麥克阿瑟在菲律賓的駐軍不敵日本後，呂宋島上的美軍皆淪為戰俘，日軍強迫美軍戰俘長途跋涉，並不給他們飲水與糧食，美軍戰俘死亡四万余人。 |
| 馬尼拉大屠殺         |                        | 菲律宾             | 麥克阿瑟在雷伊泰灣海戰中戰勝日本並奪回菲律賓，大勢已去的日軍在撤出呂宋島時實施焦土政策，在馬尼拉一帶進行無差別殺戮，導致10萬居民死亡。 |
| 泰緬鐵路             |                        | 缅甸               | 日軍「馬來之虎」山下奉文的部隊擊潰英軍後，下令英軍戰俘為日軍修築鐵路。 奥斯卡最佳影片《桂河大橋》故事即以此为背景。 |
| 台灣戰俘營           |                        | 台湾               | 金瓜石戰俘營及其他台灣戰俘營，虐打迫害戰俘 |
| 拉包爾戰俘營         |                        | 拉包爾             | 虐打迫害戰俘 |
| 山打根死亡行军       | 1942年                 | 馬來西亞           | 约有2500名在新加坡及马来亚被俘的英国、澳洲及纽西兰联军士兵（以澳洲士兵为主）被日军送往北婆罗洲山打根集中营。1945年3月至6月期间，日军强迫当时仅存的1900战俘以行军方式穿越热带雨林，迁往260公里外的内陆城市兰瑙，约有1400人死于途中。最后，抵达目的地的剩余战俘又在日军投降前被集体杀害。 |
| 父島事件             | 1945年2月23日至3月25日 | 日本小笠原群島父島 | 駐守小笠原群島父島的日本陸軍和海軍先後殺害了八名關押於要塞中的美國海軍飛行員戰俘，並肢解、烹食了其中五人的肉。 |
| 九州大學活體解剖事件 | 1945年5月17日至6月2日  | 日本九州           | 8名美國陸軍航空軍戰俘被送往九州帝國大學醫學部，對這8名戰俘進行殘忍的活體解剖，8人均死亡。 |

## 二战之前

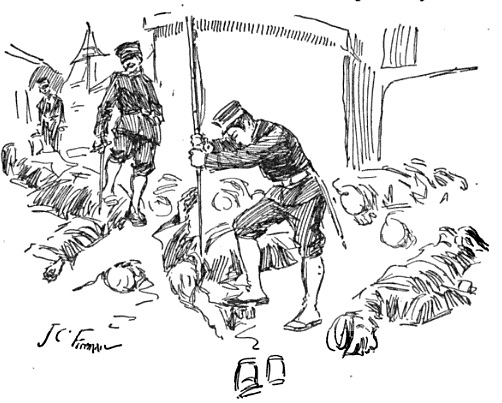
一份西方報紙登載日軍执行旅順大屠殺殘害中國人的素描

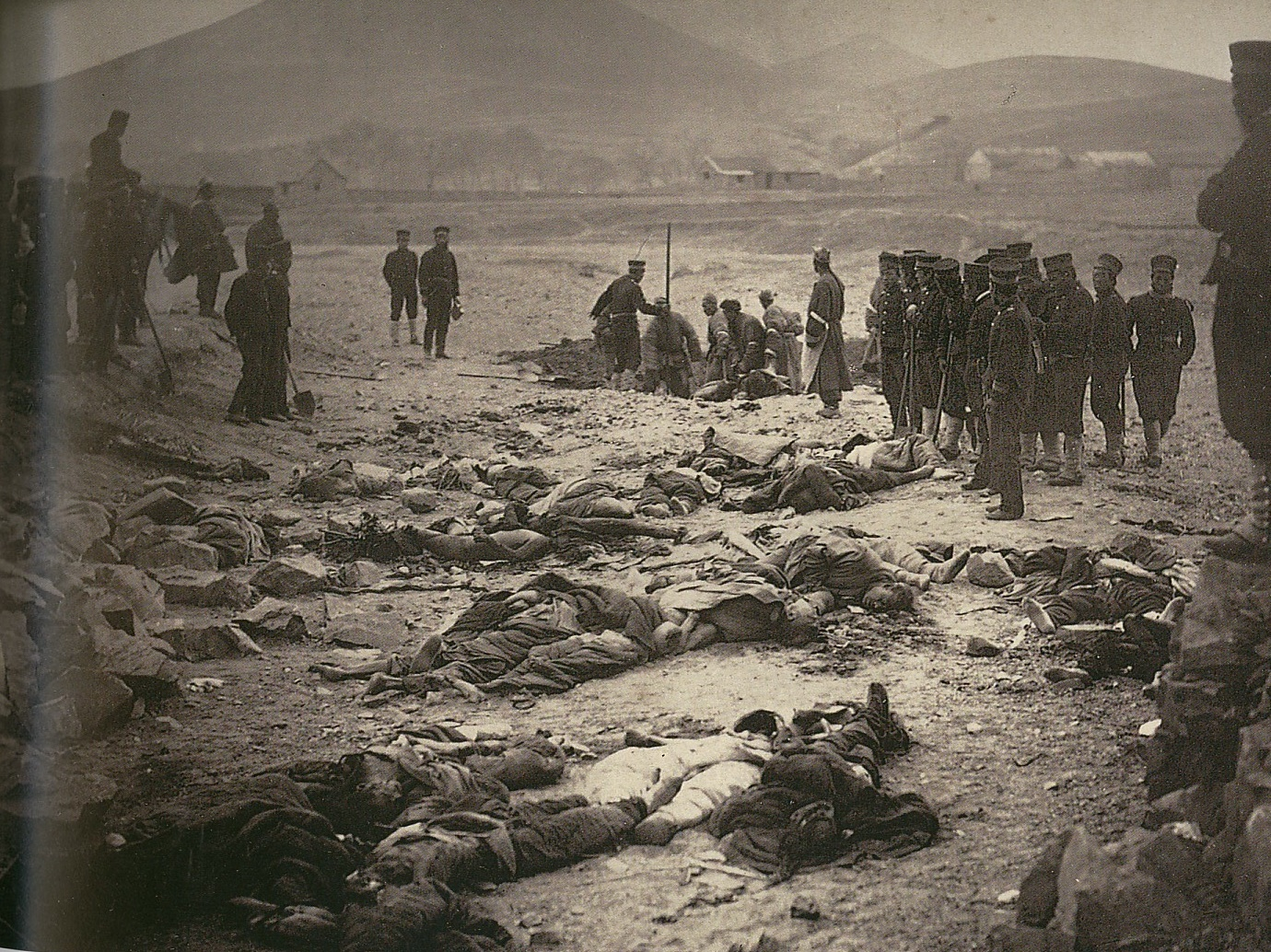
日本摄影师龟井兹明拍摄的旅顺大屠杀

1868年明治维新后，日本迅速发展成为亚洲的军事强权，并采取对外侵略政策。日本历史上第一次重要的对外战争是发生在1894年的甲午战争，在军事上发展迅速的日本，击败了中国的北洋水师，1894年11月，日军占领旅顺，进行四天三夜的旅順大屠殺，超过二万人遇害，屠杀过后全市仅剩三十六人被留下埋葬居民尸体，遇难者葬于白玉山东麓的安葬岗，今称“萬忠墓”。最终清政府被迫割让台湾、澎湖与辽东半岛（后以三千万两白银赎回），并且赔巨款两亿两白银。
1904年到1905年，日本与俄罗斯帝国因在满洲的利益而爆发日俄战争，日本最终获胜。这是亚洲军事强权首次击败一个欧洲大国。虽然当时的清政府宣布中立，但实际上两国战场却在中国国境内，日、俄两国都在战争时期肆意杀害被己方单方面认为是间谍的中国公民，激起了当时中国民众的强烈愤怒，著名作家鲁迅更指出他本人是由于看到日军残杀中国公民时国人的麻木感而弃医从文。1910年，日韓合併。
1927年，田中义一出任日本內閣總理大臣，并且主持了“东方会议”，目的在于讨论军事行动事宜。1929年，著名的《田中奏折》被披露，在这份呈昭和天皇的秘密奏章中，田中认为日本如要称霸世界，必须先征服中国，还具体规划了侵华的基本战略。1931年9月18日，日本占領了满洲。该奏折被披露后引发当时社会各阶层的强烈反应。现代史家多认为该奏折系伪造。
日本无限制对外扩张激起了被侵略国家人民的强烈抵抗。中日《马关条约》签订后，台湾绅士丘逢甲就上书朝廷表示不满，台北民众鸣锣罢市，最后自组军队，成立台湾民主国以反抗。日本最后派出军队平定亂事，獲得台湾控制權。
在朝鲜半岛，反日情绪同样高涨。1905年朝鲜沦为日本的保护国，次年日本就在朝鲜设「总监府」，伊藤博文任首任统监，结果全朝鲜都爆发了激烈的抗日运动。1907年，高宗派人秘密参加海牙世界和平会议，请求西方国家帮助朝鲜恢复独立，但结果却是皇帝被日本逼迫退位、以及日本更高压的统治。1909年3月26日，朝鮮人安重根在哈尔滨火车站暗杀了伊藤博文，不久朝鲜亲日派总理李完用也被刺受伤。1919年3月1日爆发了三一运动，京城市民和学生在塔洞公园宣读了《独立宣言》及举行了示威游行，遭到日本方面的武力鎮壓、柳寬順等人被殺，而整个事件的余波一直到1920年才完全平息下来。三十年代起，李红光、崔庸健、金日成等共产党人又组织了抗日游击队，在中国东北和朝鲜边境地区活动，试图用武力抗击日本。此外还有祖国光复会、祖国解放团等多个抗日团体，在上海又设立了大韩民国临时政府。
1928年5月3日國民革命軍北伐途中经过山东济南时，日本方面借口革命军对城内的日本侨民进行“抢劫”，而出动军队展开报复，蓄意屠杀中国军人与民众六千余人的事件，史称五三慘案，又称济南惨案。其中，中國国民党战地政务委员会派遣济南的外交处处长兼国民政府外交部特派山东交涉员蔡公时及署内职员17人被日军虐杀。惨案发生后，日方否认日军屠杀中国军民，并要南京国民政府道歉、赔偿、惩凶，并于5月11日攻占济南。直至次年3月，南京国民政府与日本政府签订《中日济案协定》之后，日军才退出济南。

## 二战中

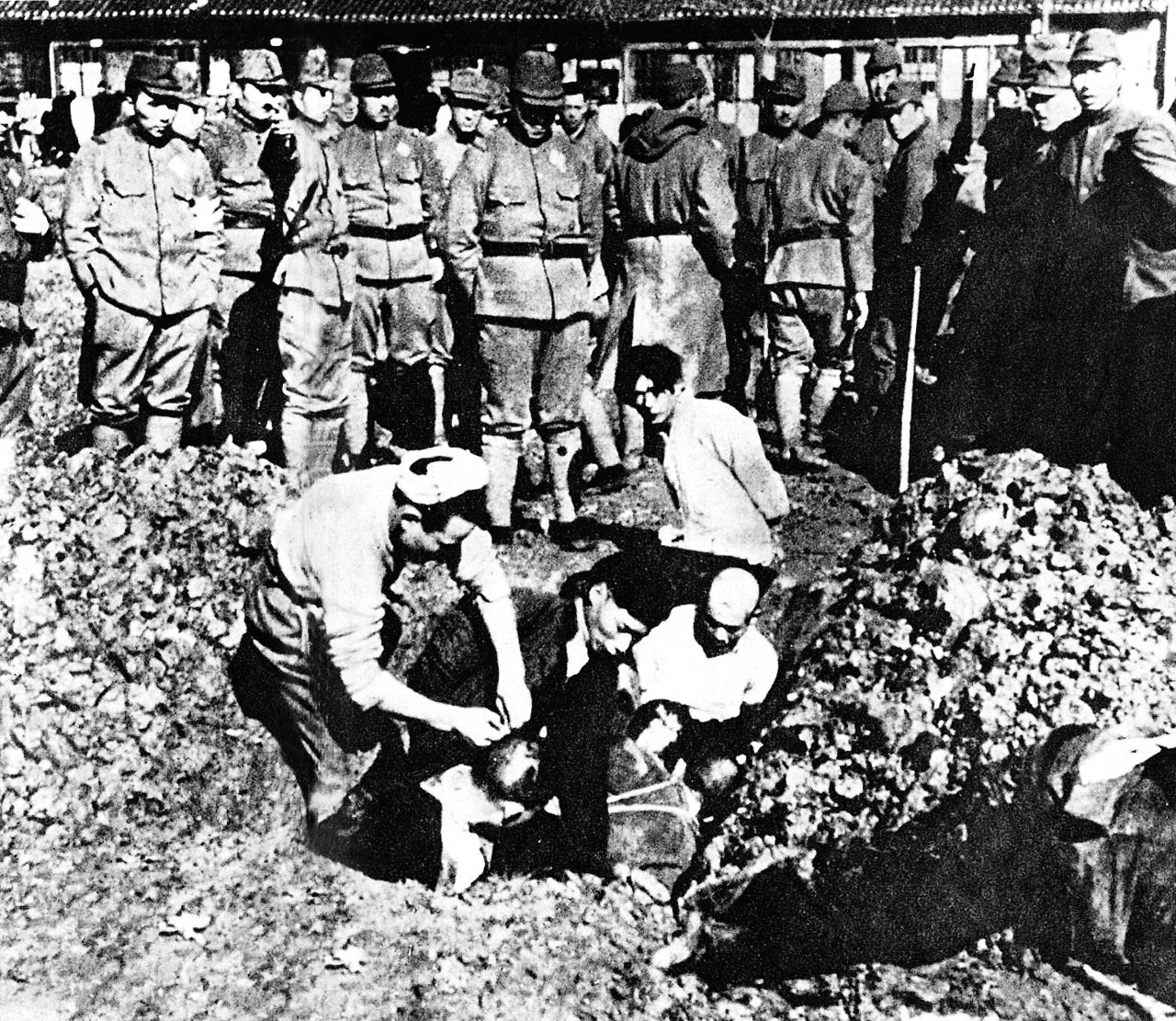
1937年南京大屠殺中，日軍強硬將中國平民押進坑中準備集體活埋。

### 日军在中国的大屠殺
- 南京大屠殺是中國近代史上的一件慘劇，發生在1937年12月。時為中國抗日戰爭，當時的日本陸軍在圍攻當時中國首都南京數個月之後終於攻破，日軍在城內大量屠殺中國平民约三十萬。南京大屠殺事件在當年日本本土的報紙有報導，當中包括兩位軍官在城內進行的殺人比賽遊戲，這些第一手的戰爭記錄現時還存放於世界各地的圖書館內。南京大屠杀之前，日军在上海、蘇州、嘉興、杭州、紹興、無錫、常州等地也進行了一系列的屠殺平民活動。

- 南京大屠殺之外，日軍還曾在中国其他地方进行多次规模或大或小的屠杀。在中国许多县市的历史上，都有二战期间遭日军屠杀的记录。比较著名的有抚顺平顶山屠杀等。

- 日本在中国北方实施了「三光政策」。

### 重庆大轰炸
中华民国国民政府於1938年底西遷陪都重慶之後，倚靠四川以及長江中游的資源與天險優勢與日軍進行僵持；為了有效打擊重慶政府的作戰意志，因此日軍選擇对當時中國政府首都重慶进行戰略轰炸意圖逼迫中國政府投降，但是在科技條件無法配合下日軍的戰略轟炸成效有限，重慶的主要設施也未因此受到致命毀損，只是很多民居因被炸毁，有不少無辜市民也因走避不及而斃命。據不完全統計，在1938年至1943年間约1万多重庆居民死于轰炸。

### 引用
1. ↑  Blumenthal, Ralph. . The New York Times. 7 March 1999  [26 July 2008]. （原始内容存档于2011-03-21）.
2. ↑  Kang, K. Connie. . Los Angeles Times. 4 August 1995  [2022-08-14]. （原始内容存档于2022-01-19）.
3. ↑  . Hawaii.edu.   [21 July 2013]. （原始内容存档于2010-03-23）.
4. ↑  .   [15 April 2015]. （原始内容存档于13 June 2008）.
5. ↑  . The National Archives (U.K.).   [2022-08-14]. （原始内容存档于2012-08-12）.
6. ↑  . The National Archives (U.S.). 15 August 2016  [2022-08-14]. （原始内容存档于2011-10-01）.
7. ↑  . War Crimes Studies Center, University of California, Berkeley. （原始内容存档于18 July 2009）.
8. ↑  Kafala, Tarik. . BBC News. 21 October 2009  [2022-08-14]. （原始内容存档于2019-11-09）.
9. ↑  . Sigur Center for Asian Studies, George Washington University.   [21 April 2010]. （原始内容存档于16 August 2019）.
10. ↑  Gruhl, Werner. . Transaction Publishers. 2007: 85. ISBN 978-0-7658-0352-8.
11. ↑  Tabuchi, Hiroko. . Washington Post. Associated Press.   [1 March 2007]. （原始内容存档于2012-11-03）.
12. ↑  . BBC News. 25 January 2001  [2022-08-14]. （原始内容存档于2017-06-03）.
13. ↑  Keiichi, Tsuneishi. . Japan Focus.   [2022-08-14]. （原始内容存档于2015-01-27）.
14. ↑  . Foreign Policy Q&A. Ministry of Foreign Affairs of Japan.   [2022-08-14]. （原始内容存档于2014-12-13）.
15. ↑  Kasahara, Tokushi.  (PDF). Tsuru Bunka University.   [2022-08-14]. （原始内容存档 (PDF)于2013-12-31）.
16. ↑  Tabuchi, Hiroko. . Washington Post. Associated Press.   [1 March 2007]. （原始内容存档于2012-11-03）.
17. ↑  . New York Times. 1 March 2007  [1 March 2007].
18. ↑  高勇主编. . 延吉: 延边人民出版社. 2015: 706. ISBN 978-7-5449-3977-5.
19. ↑  Trumbull White. . P. W. Ziegler & Company. 1895年: 583頁  [2020-03-12]. （原始内容存档于2021-08-09）.
20. ↑  . 环球网. 2014-04-01. （原始内容存档于2014-04-25）.
21. ↑  . m.sohu.com.   [2020-06-15]. （原始内容存档于2020-06-15）.